# لولا بيريرا (لاعب كرة قدم)
لولا بيريرا (بالبرتغالية: Lula Pereira‏) هو لاعب كرة قدم برازيلي، ولد في 6 يونيو 1956 في أوليندا في البرازيل، وتوفي في 7 فبراير 2021. لعب مع نادي سيارا.